# Claudia Schlager
Claudia Schlager (* 17. Juni 1973) ist eine österreichische Politikerin der Sozialdemokratischen Partei Österreichs (SPÖ). Seit dem 17. Februar 2020 ist sie Abgeordnete zum Burgenländischen Landtag und seit dem 2. Dezember 2021 Bürgermeisterin von Mattersburg. Am 6. Februar 2025 wurde sie zur Dritten Landtagspräsidentin des Burgenländischen Landtags gewählt.

## Leben
Claudia Schlager begann nach der Matura am Bundesgymnasium und Bundesrealgymnasium Mattersburg ein Studium an der Pädagogischen Akademie in Eisenstadt. In Mattersburg wurde sie Direktorin der Polytechnischen Schule. Außerdem war sie dort als Stadträtin für Sport und Sportvereine, Freizeit sowie Kinderspielplätze, Park- und Grünanlagen verantwortlich. Im Juni 2016 wurde sie zur Frauenvorsitzenden der SPÖ-Frauen Mattersburg gewählt.
Im Städtebund Burgenland ist sie Delegierte der Landesgruppenkonferenz. In der Landesgruppe Burgenland des Sozialdemokratischen Lehrerinnen- und Lehrervereines Österreichs (SLÖ) wurde sie 2019 Kassier-Stellvertreterin. Ende 2019/Anfang 2020 löste sie Christian Illedits als Obfrau des Vereines nordburgenland plus, der seit 2007 für die Umsetzung von EU-Projekten in den Bezirken Neusiedl am See, Eisenstadt-Umgebung und Mattersburg verantwortlich ist, ab.
Bei der vorgezogenen Landtagswahl im Burgenland 2020 kandidierte sie im Landtagswahlkreis 3 (Bezirk Mattersburg) hinter Landesrat Christian Illedits auf dem zweiten Listenplatz. Am 17. Februar 2020 wurde sie in der konstituierenden Sitzung der XXII. Gesetzgebungsperiode als Abgeordnete zum Burgenländischen Landtag angelobt, wo sie Mitglied des Petitionsausschusses sowie des Sozialausschusses wurde. Im SPÖ-Landtagsklub fungiert sie als Bereichssprecherin für Frauen und Kultur.
Im Zuge der Bezirkskonferenz am 11. September 2020 übernahm Claudia Schlager den Vorsitz der SPÖ-Frauen im Bezirk Mattersburg von Inge Posch-Gruska. Ende Jänner 2021 wurde Schlager am SPÖ-Stadtparteitag als Nachfolgerin von Ingrid Salamon als Bürgermeisterin von Mattersburg designiert. In dieser Funktion folgte sie ihr mit 3. Dezember 2021 nach. Ihre Nachfolgerin als Stadträtin wurde Sophia Wilfing.
Bei der Bürgermeisterwahl 2022 erhielt sie 61,03 Prozent der Stimmen, Gegenkandidat Johann Tschürtz (FPÖ) erreichte 15,56 Prozent, Thomas Haffer (ÖVP) 18,87 Prozent. 2024 wurde sie Mitglied der Feuerwehr Mattersburg.
Nach der Landtagswahl 2025 wurde sie zu Beginn der XXIII. Gesetzgebungsperiode am 6. Februar 2025 zur Dritten Landtagspräsidentin gewählt.